# 佐与姫

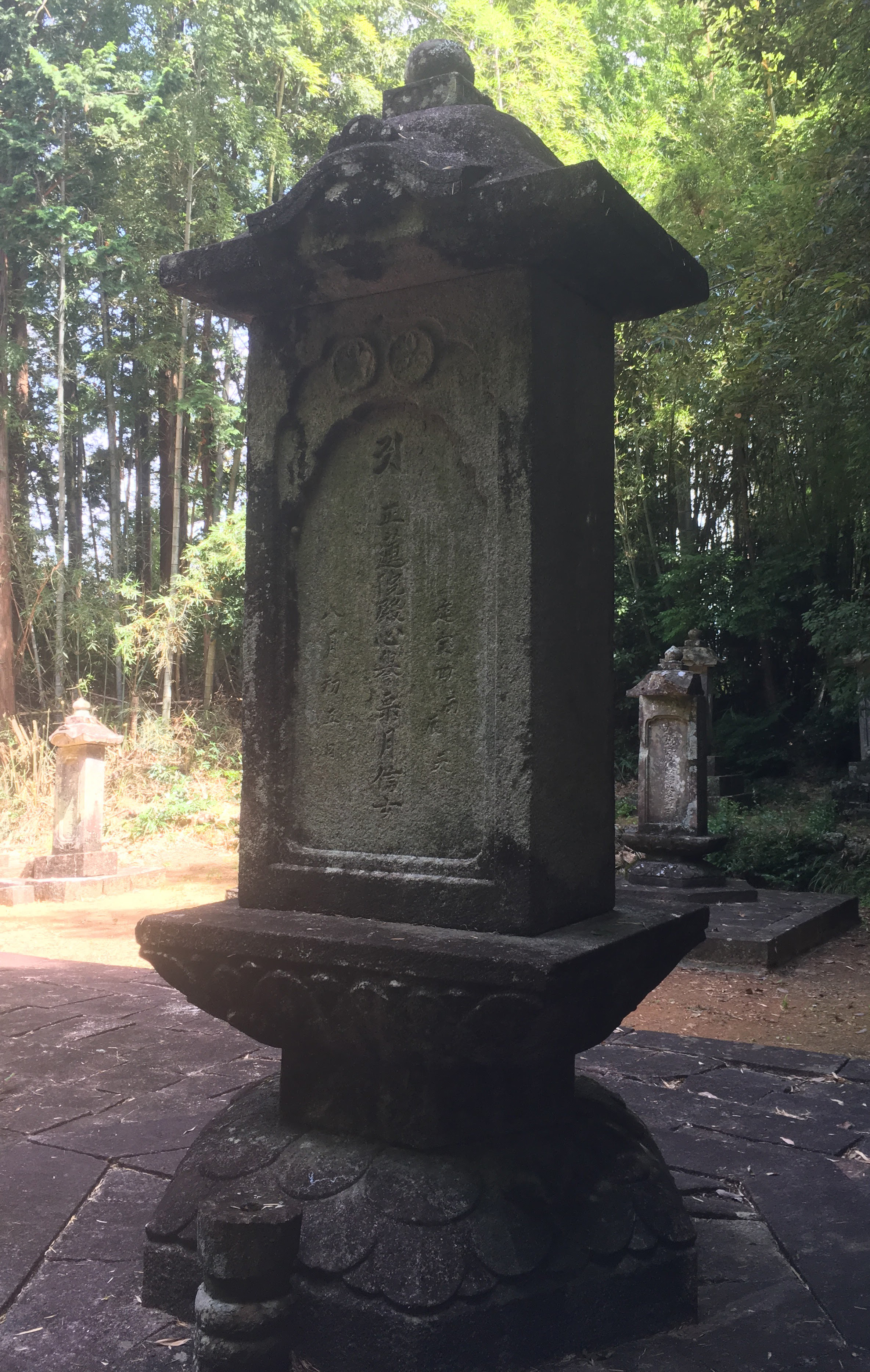
佐与姫の墓（南国市・永源寺）

佐与姫（さよひめ、寛永10年（1633年） - 延宝4年8月5日
（1676年9月12日））は、江戸時代前期の女性。第2代土佐藩主・山内忠義の次女、土佐藩家老・山内（乾）信勝の正室。正式名は「山内佐与」。

## 来歴
寛永10年（1633年）土佐藩主・山内忠義の次女として土佐国高知城三之丸に生まれる。母は忠義の側室・寿性院。
母の寿性院は土佐国安芸郡安芸町出身の一般庶民で、のちに土佐藩主・山内忠義に見初められて側室となったことから俗に「土佐のシンデレラ」と呼ばれる。母は「三之丸」に住んだことから「三之丸様」と呼ばれた。俗名を「安喜（あき）」と記すものもあるが、「安芸郡」出身であったことから付けられた俗称と考えられ、実名は不詳である。
佐与姫は母・寿性院とともに高知城「三之丸」で育ち、慶安5年（1652年）頃、土佐藩家老（4,500石）・山内将監信勝に嫁いだ。
夫の信勝は「虎乾」の異名をもつ文武に優れた家老で、本姓乾氏。山内家の股肱の臣として仕え、「山内」姓の使用を許された乾備後和三の孫にあたる。所領は国分村に360余石、比江村に250余石、植田村に400余石などで、土佐城下に住した。
信勝の屋敷は現在のひろめ市場の場所にあり、佐与姫はこの場所に住して三男三女を生んだ。
承応2年11月29日（1654年1月29日）、長女・松子を出産。承応4年3月5日（1655年4月11日）、長男・乾信和（猪之助、市正、彦作と称す）を出産。（のち乾家第5代当主を継ぐ。信和の長女の名も同じ「佐与姫」）明暦2年11月12日（1656年12月27日）、次男・乾成勝（信宜、丹六、作兵衛と称す）を出産。明暦3年12月2日（1658年1月5日）、次女・与祖（よそ）を出産。寛文2年9月14日（1662年10月25日）、三男・乾三次を出産。三次は七歳で夭折。寛文3年12月7日（1664年1月5日）、三女・菊子（幼名「乙松」）を出産。菊子は山内半左衛門倫氏に嫁いだ。
寛文12年4月9日（1672年5月6日）、夫・信勝が享年45歳で歿すると、落飾して「正蓮院」と称した。
延宝4年8月5日（1676年9月12日）死去。享年44歳。法名は正蓮院殿心譽宗月信女。古峯山乾流寺（現・南国市永源寺）に葬られた。また遺骨の一部は、遺言により生母・寿性院が眠る高知市三ノ丸の墓所にも埋葬されている。

## 乾家の大墓
土佐藩家老・乾家の墓石は巨大であることが知られ、とりわけ山内（乾）和三、山内（乾）和成、山内（乾）信勝らの墓石は群を抜いて大きい。その中で、信勝は藩主の娘を正室に迎えたため、佐与姫の墓石はそれを越える大きさに作られ最上座に建てられた。乾家の家紋「丸に桔梗」と土佐藩主の定紋「土佐柏」が附されている。

## 補註
1. 1 2 3  『土佐高知藩主家・山内氏系譜』
2. 1 2 3 4 5 6 7 8 9 10 11 12  『土岐・乾系譜』高知県立歴史民俗資料館蔵
3. 1 2 3 4  『土佐藩家老物話』松岡司著、高知新聞社、2001年11月28日、62-66頁、244-247頁
4. ↑  この場所が現在ひろめ市場と呼ばれているのは、乾和三の屋敷があった場所に、高知城下の大火と乾氏失脚によって屋敷替えがあり、南邸・深尾家の屋敷となったからで、幕末に土佐藩家老・深尾弘人蕃顕の屋敷として知られたからである。